# Ramphotyphlops troglodytes
Ramphotyphlops troglodytes este o specie de șerpi din genul Ramphotyphlops, familia Typhlopidae, descrisă de Storr 1981. Conform Catalogue of Life specia Ramphotyphlops troglodytes nu are subspecii cunoscute.